# Jean-Paul Laixhay
 (octobre 2012).
Si vous disposez d'ouvrages ou d'articles de référence ou si vous connaissez des sites web de qualité traitant du thème abordé ici, merci de compléter l'article en donnant les références utiles à sa vérifiabilité et en les liant à la section « Notes et références ».
Jean-Paul Laixhay (né le 17 novembre 1952) est un artiste-peintre et architecte liégeois.
Il est diplômé de Saint-Luc, Liège, en 1975.
À partir de 1990 il se consacre à la peinture et au dessin.
Enseignant à l'Institut de Promotion sociale Saint-Luc à Liège depuis 1996, enseignant à l'École supérieure des arts Saint-Luc de Liège depuis 2002, animateur de stages aux Ateliers d'art contemporain de la Province de Liège.

## Distinctions
Architecture
- Prix de l'Urbanisme ville de Liège en 1996

Peinture
- 2010 : Prix Jos Albert décerné par l'Académie royale de Belgique

## Expositions
- 2006 : Frontières, Parcours Seitenwechsel, Eynatten, Belgique
- 2009 : Musée d'art moderne et d'art contemporain de Liège (Mamac)
- 2009 : Galerie Pascaline Mulliez, Paris
- 2009 : Couples à partager, Musée Saint-Georges, Liège, Belgique
- 2009 : Frontières-Exil, l'Orangerie, Bastogne
- 2010 : White Hotel, Bruxelles, Belgique
- 2010 : Hot Art Fair, Bâle, Suisse
- 2012 : Galerie Libre choix, Bruxelles
- 2012 : Galerie Pascaline Mulliez, Paris
- 2013 : Galerie Albert Dumont, Bruxelles, Belgique
- 2013 : Musée Curtius, Liége, Belgique